# Johannes Nichtweiss
Johannes Nichtweiss (* 10. Juni 1914 in Frankfurt am Main; † 14. Juni 1958 in Rostock) war ein deutscher Historiker und Hochschullehrer.

## Leben
Nach der Abitur 1933 in Frankfurt am Main studierte er von 1933 bis 1935 an der Hochschule für Lehrerbildung Bonn. Von 1949 bis 1952 war er Dozent für Geschichte und Fachgruppenleiter für Gesellschaftswissenschaften an der Arbeiter-und-Bauernfakultät der Humboldt-Universität zu Berlin. Von 1956 bis 1958 war er Professor für Deutsche Geschichte der Neuzeit in Rostock.

## Schriften (Auswahl)
- Das Bauernlegen in Mecklenburg. Eine Untersuchung zur Geschichte der Bauernschaft und der zweiten Leibeigenschaft in Mecklenburg bis zum Beginn des 19. Jahrhunderts. Berlin 1954.
- Die ausländischen Saisonarbeiter in der Landwirtschaft der östlichen und mittleren Gebiete des Deutschen Reiches. Ein Beitrag zur Geschichte der preußisch-deutschen Politik von 1890 bis 1914. Berlin 1959.